# Model neutre (ecologia)
El model neutre és una de les hipòtesis per explicar els canvis direccionals de les comunitats en el temps, en el marc de l'estudi de la biodiversitat i el medi ambient.
La teoria assegura que no hi ha interaccions entre les espècies, que el procés d'establiment de les espècies és aleatori. Dona molta rellevància a la probabilitat de supervivència de cada espècie i el moment en què cadascuna arriba. Segons aquesta hipòtesi l'atzar és l'element fonamental dels canvis direccionals de les comunitats en el temps.
Aquesta hipòtesi va ser formulada per Stephen Hubbell el 2001 al llibre The UInified Neutral Theory of Biodiversity and Biogeography.